# ماركو أنطونيو دوس سانتوس
ماركو أنطونيو دوس سانتوس هو لاعب كرة قدم برازيلي، ولد في 11 نوفمبر 1966 في ساو باولو في البرازيل. لعب مع أليانزا ليما وسبورت بويز وكولورادو رابيدز ونادي إنترناسيونال ونادي بونتي بريتا ونادي بويبلا ونادي ريد بل سالزبورغ ونادي سبورتينغ كريستال.

## وصلات خارجية
- ماركو أنطونيو دوس سانتوس على موقع اتحاد تركيا (لاعب) (الإنجليزية)
- ماركو أنطونيو دوس سانتوس على موقع الدوري الأمريكي (الإنجليزية)
- ماركو أنطونيو دوس سانتوس على موقع قاعدة بيانات كرة القدم.إي يو (الإنجليزية)